# 甘坑客家小鎮

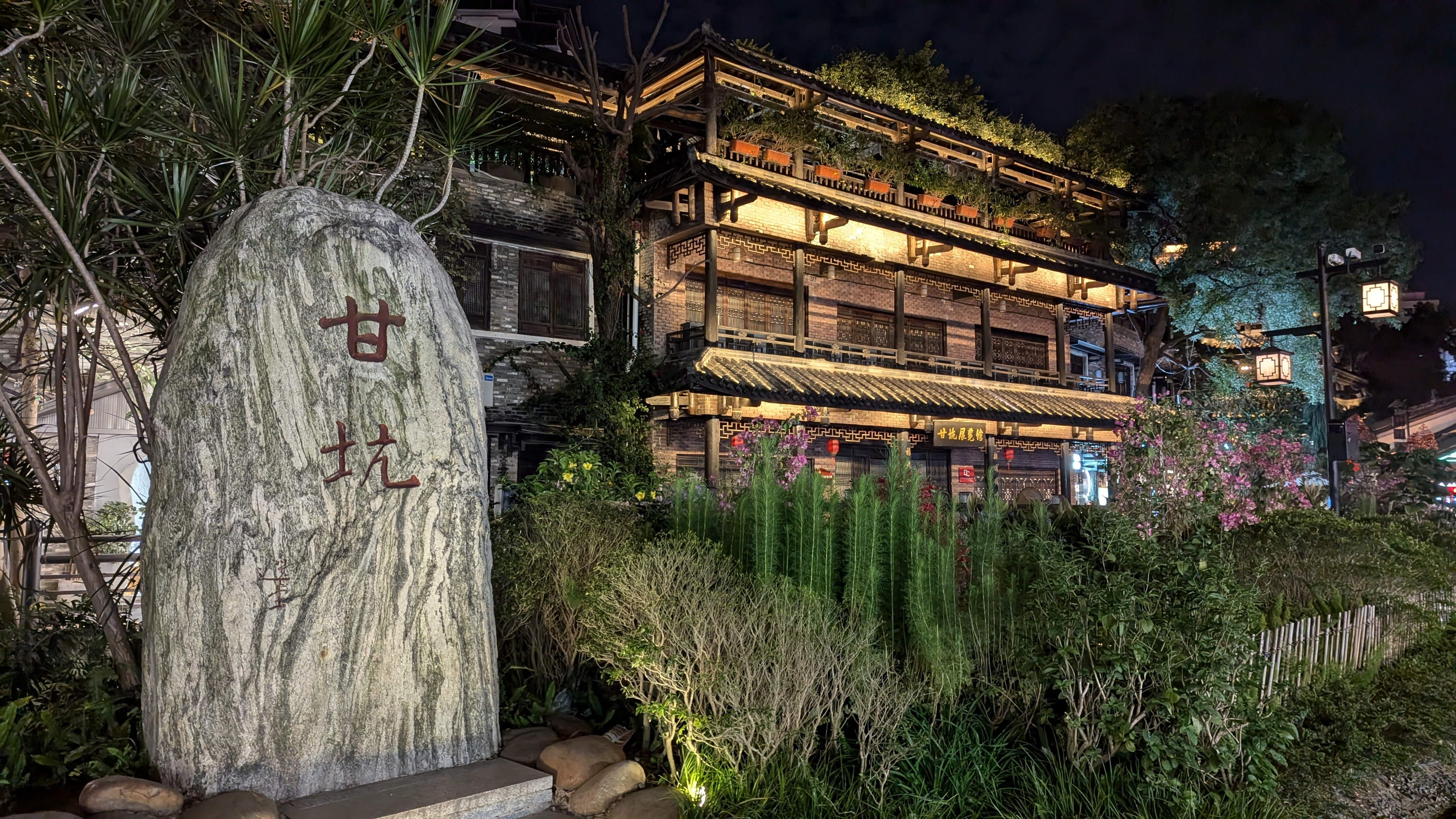

甘坑客家小鎮位於中華人民共和國廣東省深圳市龍崗區吉華街道甘坑社區。由華僑城集團經營管理的深圳甘坑客家小鎮，以客家建築、文化、飲食等元素為一體的小鎮景點。

## 历史沿革

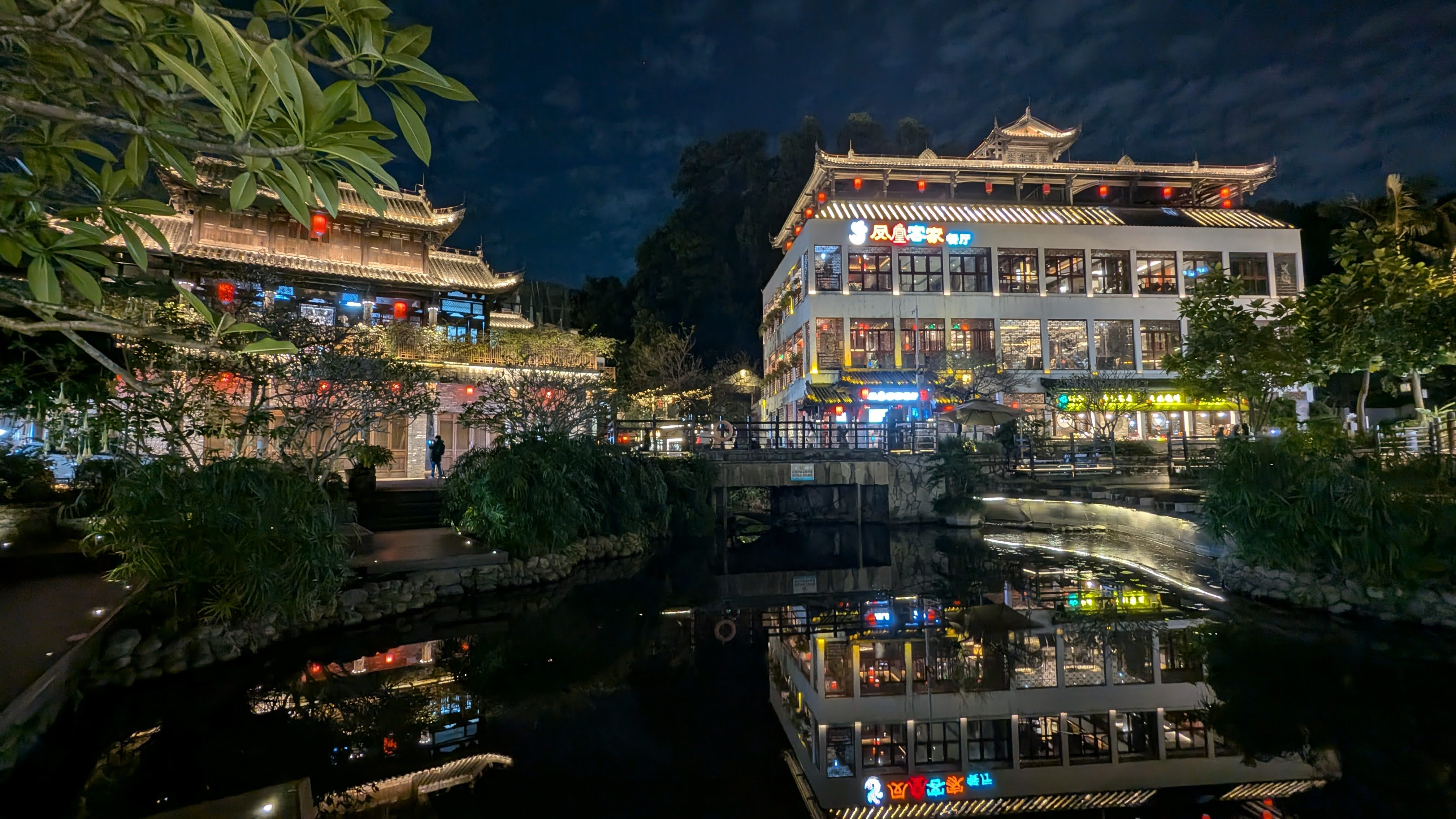

甘坑客家小镇原称甘坑老村，又叫凉帽老村，因凉帽村以编织凉帽为业，故名。
清雍正以后，有客家人来此建村，因位于柑杭山、取名柑杭村。清雍正《广东通志》“柑杭山，在（新安）县东北四十里，高百丈，延亘四十里，多产赤竹，有人居之、与太平嶂夹水并行、项背相望。＂清嘉庆年间，甘坑凉帽村始祖张锦超学到从福建长汀府张太婆传承过来的凉帽编织手艺后，从甘坑村老围搬到村旁的山坑居住，以柑杭山的竹子编织凉帽为生，世代相传，形成产业、后人们称柑坑山又为凉帽山、村子又为凉帽村。
20世纪50年代。中国工艺品进出口公司广东省分公司考察省内其他做凉帽的地方，以作出口贸易用。最后将甘坑村定为全省唯一凉帽外贸生产基地。当时甘坑村办起10多平方米的凉帽工厂，由锦超公的第六代传人张庆浩当厂长。
之后生产规模达历史最高峰，每月生产凉帽4500多顶 、其中一半销售到中国港澳地区、东南亚地区和英美等国家的唐人街。当时村里家家都是凉帽作坊，全村人都会织凉帽。甘坑村村民通过外迁把凉帽手艺传到了龙华、大鹏等地。

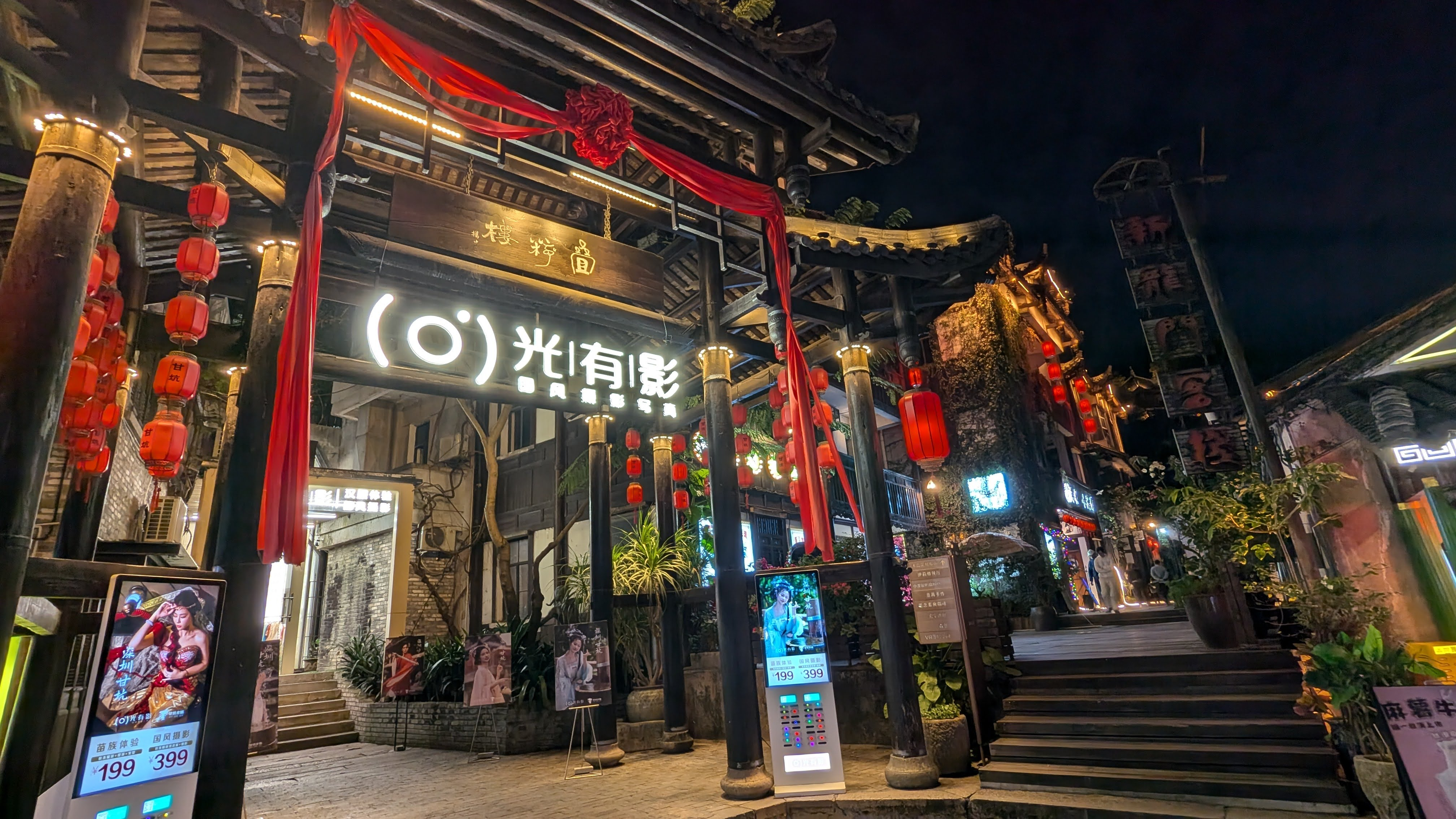

20世纪90年代后期。戴凉帽的人不多了，凉帽产业急剧衰落，甘坑村织凉帽的人也越来越少。2011年，甘坑客家凉帽被列入保圳市基物质文化遗产保护名录。2013年年又被列入广东省非物质文化遗产保护代表名录。
2016年，深圳市政府与华侨城集团签订协议，建设“华侨城甘坑客家新镇”，北起甘坑村、凉帽村，南至三联村，拟规划面积约12平方千米。2017年7月，甘坑客家小镇入选首批国家级文旅特色小镇。2022年12月30日，甘坑古镇获评国家3A级旅遊景區。